# Hatvan

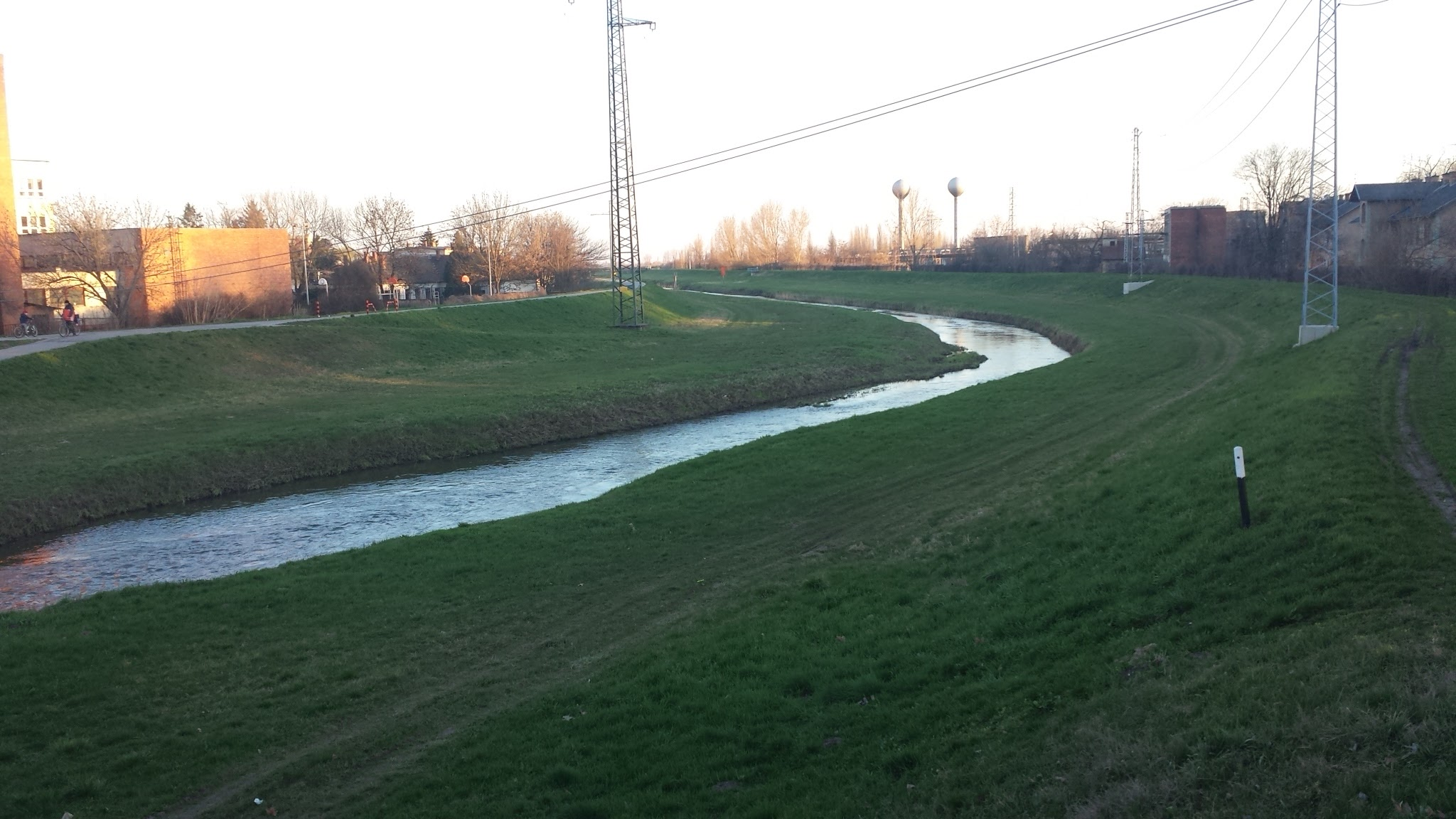
Floden Zagyva, där den flyter genom Hatvan

Hatvan är en stad i distriktet med samma namn i provinsen Heves i norra Ungern. Floden Zagyva flyter genom staden. Hatvan hade vid folkräkningen den 1 oktober 2011 totalt 20 519 invånare.

## Ortens namn
Hatvan är det ungerska ordet för talet 60.

## Vänort
- Karleby, Finland[2]